# Sit tępokwiatowy
Sit tępokwiatowy (Juncus subnodulosus Schrank) – gatunek rośliny wieloletniej z rodziny sitowatych. Występuje w Europie, Azji Mniejszej i Afryce. W Polsce objęty ochroną.

## Rozmieszczenie geograficzne
Występuje w Europie, Azji Mniejszej i północnej Afryce. W Polsce jest gatunkiem rzadkim. Rośnie głównie w północno-zachodniej części kraju. Jego największe skupisko znajduje się w Rezerwacie Dolina Ilanki.

## Morfologia

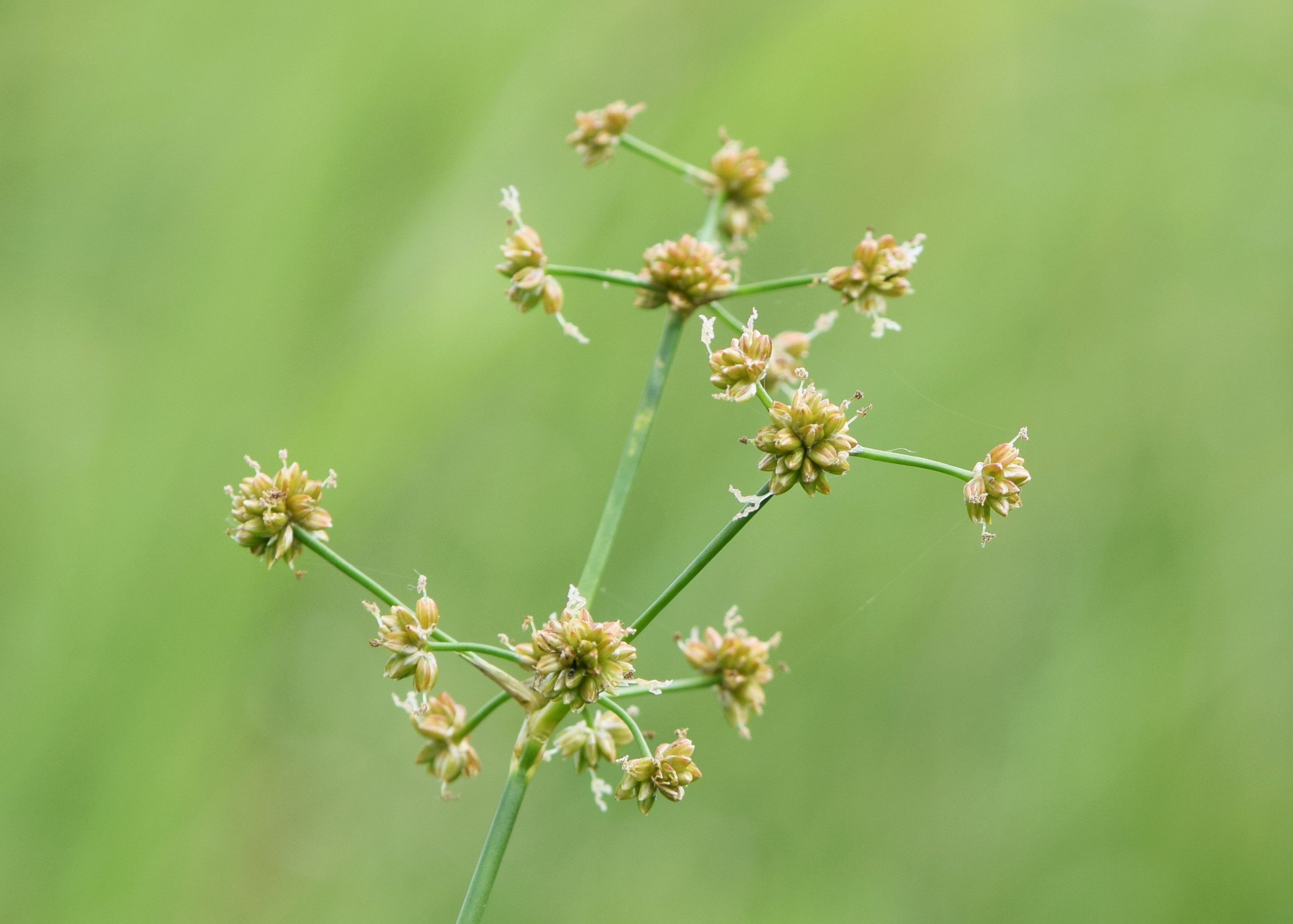
Kwiatostan

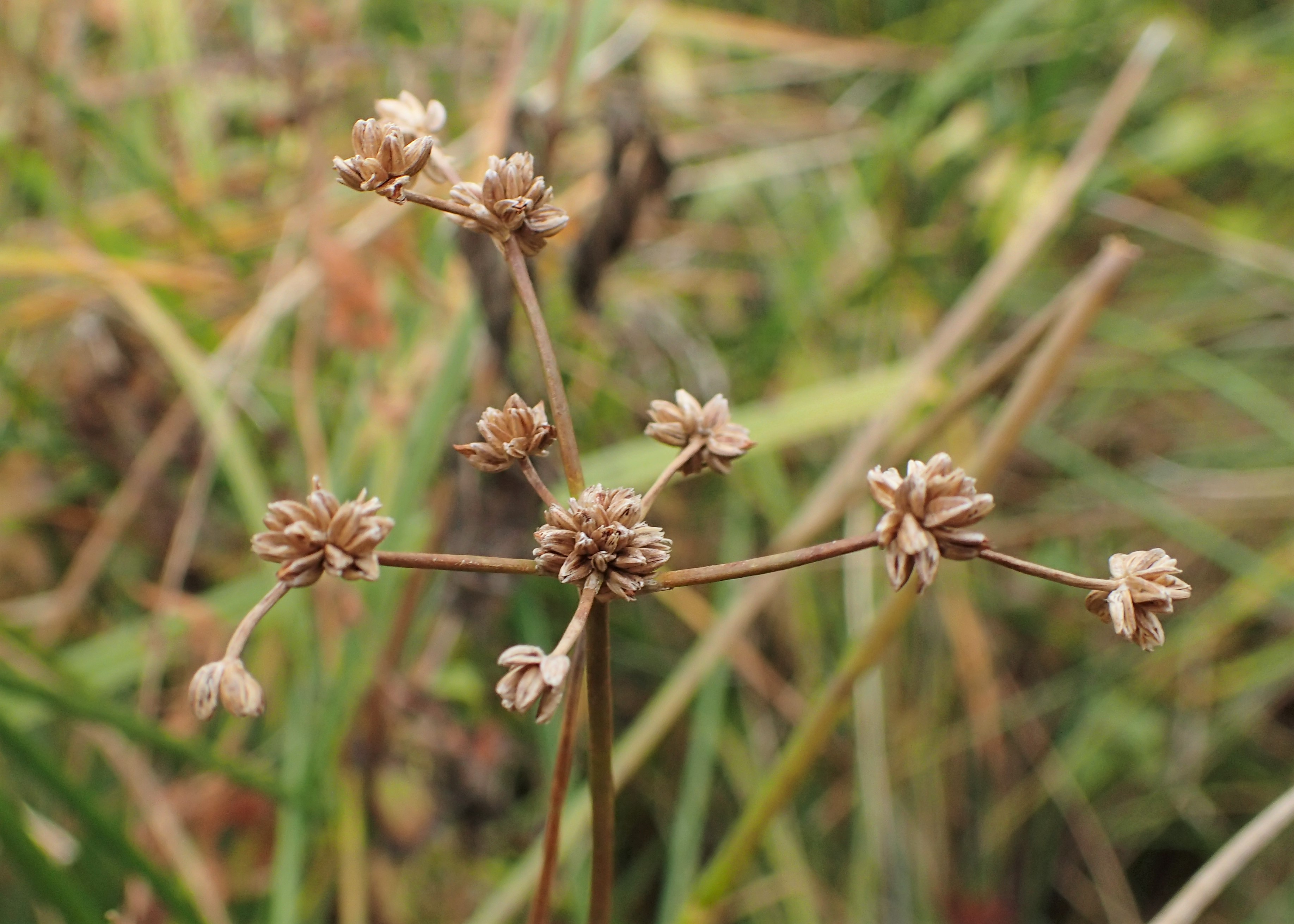
Owoce

ŁodygaDo 1 m wysokości i 3 mm szerokości.
Liście1-2 obłe liście łodygowe z przegradzanymi blaszkami.
KwiatySłomiastożółte, długości 2-2,5 mm, zebrane w drobne, półkuliste główki o średnicy do 5 mm, te z kolei zebrane w rozrzutkę. Podsadka słomiasta, krótsza od kwiatostanu. Działki kielicha zaokrąglone na szczycie.
OwoceSzerokojajowate torebki z krótkim dzióbkiem.

## Biologia i ekologia

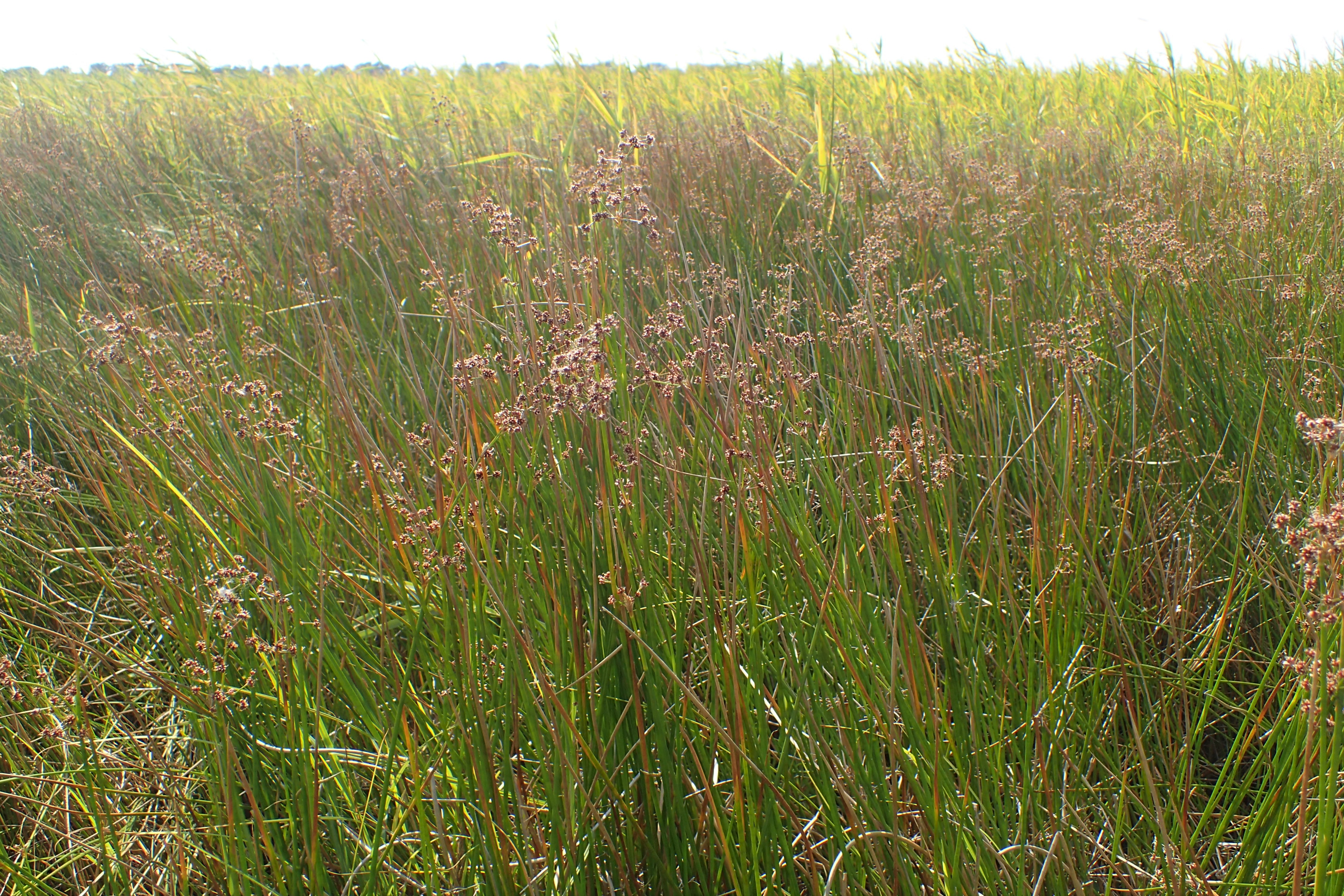
Sit tępokwiatowy nad Miedwiem

Bylina, hemikryptofit. Rośnie na mokradłach. Kwitnie w czerwcu i lipcu. Gatunek charakterystyczny łąk kaczeńcowych ze związku Calthion i zespołu Juncetum subnodulosi.

## Zagrożenia i ochrona
Roślina została umieszczona na Czerwonej liście roślin i grzybów Polski (2006, 2016) w grupie gatunków narażonych na wyginięcie (kategoria zagrożenia VU).
Od 2014 roku jest objęta w Polsce ochroną częściową.